# 어린이집안전공제회
어린이집안전공제회(-安全共濟會, Childcare Center Safety and Insurance Association, CSIA)는 어린이집에서 발생하는 사고에 대해 신속하고 적정하게 보상하고, 체계적인 예방사업을 추진하기 위해 설립된 특수법인이다.

## 설립 근거
- 영유아보육법 제31조의2[1]

## 주요 업무
- 보육시설 안전사고에 대한 보상
- 보육시설 안전사고와 관련한 분쟁사안 조정
- 영유아 보육시설, 보육교직원 등에 대한 복리후생 사업
- 보육시설 안전사고 관련 통계 산출
- 안전사고 예방사업

## 연혁
- 2008년 5월: 어린이집안전공제회 설립추진회 창립총회
- 2009년 9월: 창립발기인 총회 (고경화 이사장 선임)
- 2009년 11월: 법인설립 (보건복지부 소관 특수법인 제 14호_2009.11.03)

## 조직

### 이사장
- 이사회

#### 사무총장
- 보상심사위원회
- 예방홍보자문위원회

##### 경영기획국
- 경영지원팀
- 경영기획팀

##### 공제사업국
- 공제보상1팀
- 공제보상2팀

##### 안전예방국
- 보육안전팀
- 보육사업팀